# Kanavillil Rajagopalan
Kanavillil Rajagopalan (1945) é um linguista e linguista aplicado indiano naturalizado brasileiro, professor titular da Universidade Estadual de Campinas por mais de trinta anos. Sua atuação se estende aos programas de pós-graduação da  Universidade Estadual do Sudoeste da Bahia (UESB) e da Universidade Federal de Tocantins (UFT). Destaca-se nos estudos da linguagem realizados no país por renomadas publicações na área de semântica, pragmática e linguística aplicada crítica, sendo um dos principais pesquisadores do Conselho Nacional de Desenvolvimento Científico e Tecnológico (CNPq). Suas obras são referência frequente nos cursos de Letras do Brasil.
Sua vasta trajetória acadêmica é composta pela publicação de 10 livros e de mais de 700 textos em revistas brasileiras e internacionais, capítulos de livros, anais de evento, dentre outros meios, além de mais de 600 apresentações de trabalho (entre palestras e comunicações orais), de acordo com o seu currículo Lattes. Graduado em Letras: Inglês pela University of Kerala (UoK) em 1966, realizou seu mestrado em Linguística pela Universidade de Delhi (DU) em 1973 e tornou-se doutor em Linguística Aplicada e Estudos da Linguagem (LAEL) pela Pontifícia Universidade Católica de São Paulo (PUC-SP) em 1982. Em 2006, recebeu por intermédio da Unicamp o Prêmio de Reconhecimento Acadêmico Zeferino Vaz.
Rajagopalan tem atuado nas áreas de Linguística e Linguística Aplicada, esta com mais frequência nos últimos anos. Quando questionado sobre ser linguista ou linguista aplicado, afirma que é um linguista complicado, justamente por transitar entre duas áreas em que as visões teóricas sobre a linguagem divergem com constância. 

## Lista de obras

### Autor
- Nova pragmática. São Paulo: Parábola, 2010.
- Por uma linguística crítica: linguagem, identidade e a questão ética. São Paulo: Parábola, 2008.
- Applied Linguistics in Latin America. Amsterdã: John Benjamins, 2006.
- Pragmática - cadernos de estudos lingüísticos. Campinas: Ed. UNICAMP, 1996.

### Organizador
- Políticas em linguagem: perspectivas identitárias. São Paulo: Mackenzie, 2005. (com Dina Maria Martins Ferreira)
- Análise crítica do discurso. São Paulo: EDUC, 2005. (com Maria Izabel Santos Magalhães)
- A linguística que nos faz falhar: investigação crítica. São Paulo: Parábola, 2004. (com Fábio Lopes da Silva)

### Co-organizador
- Um mapa da crítica nos estudos da linguagem e do discurso. Campinas: Pontes, 2016. (com Ruberval Ferreira)